# BREEAM

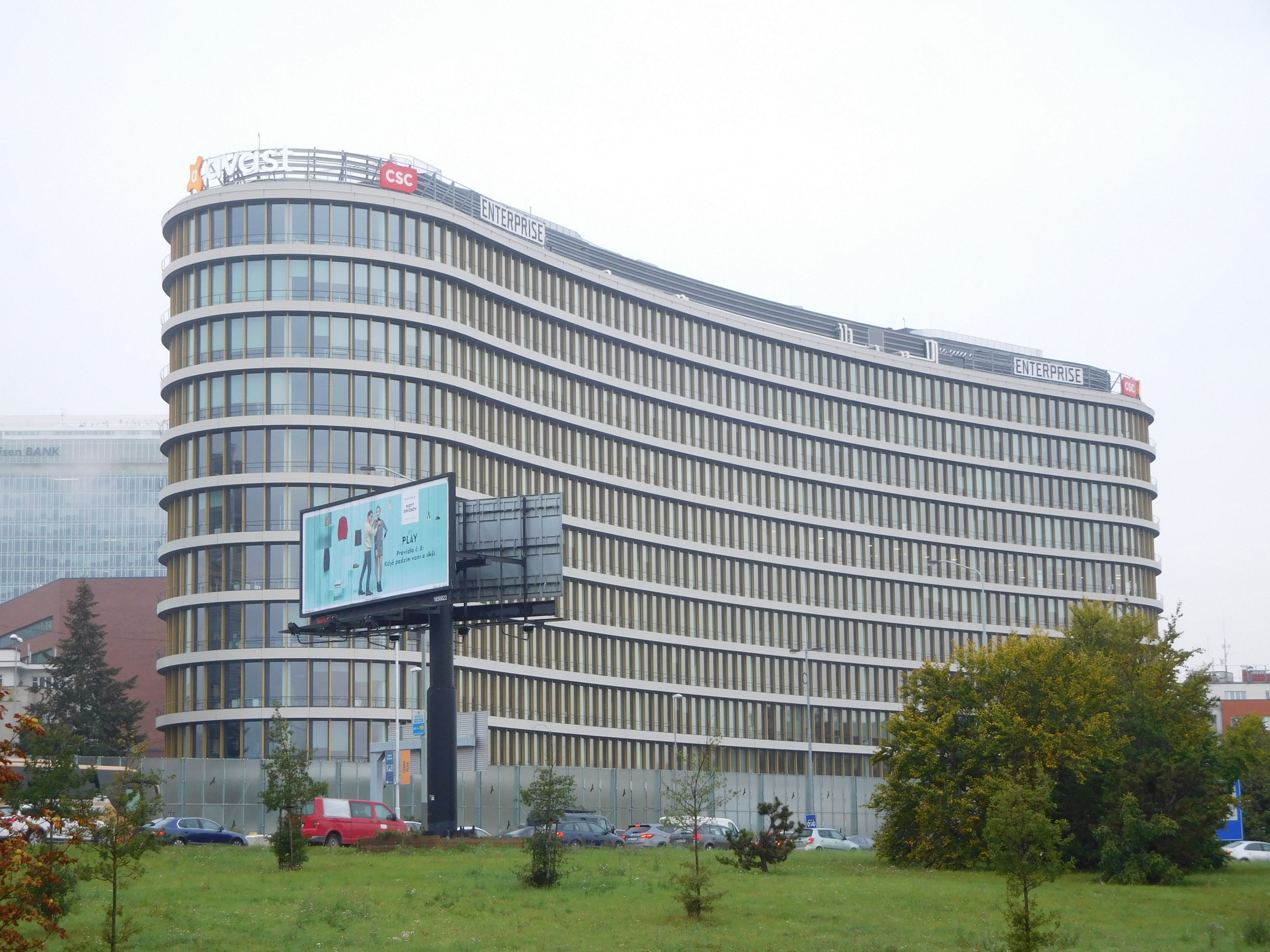
Budova Enterprise na Pankráci v Praze má certifikát BREEAM Excellent

BREEAM (Building Research Establishment Environmental Assessment Method) je standard postupů v oblasti navrhování budov s důrazem na trvalou udržitelnost, který se stal praktickým měřítkem k popisu vlivu budovy na životní prostředí. Hodnocení BREEAM používá výkonnostní měřítka, která jsou stanovena podle zavedených kritérií. Hodnocení se týká specifikace budovy, jejího designu, konstrukce a užívání. Použitá měřítka reprezentují širokou škálu kritérií a kategorií od energie po ekologii. Zahrnují aspekty týkající se užívání energie a vody, vnitřního prostředí (zdraví a kvalita života), znečištění, dopravy, materiálů, odpadu, ekologie a řídících procesů.
BREEAM lze použít pro posouzení všech typů budov po celém světě. Systém hodnocení se v rámci Evropské unie používá převážně pro kancelářské budovy, obchodní centra a průmyslové haly, méně často pro obytné budovy. Ve Velké Británii, Nizozemsku, Španělsku, Norsku, a v procesu ve Švédsku a Německu je zavedena specifická národní verze BREEAMu.
V Česku jsou příkladem takto certifikovaných budov kancelářské budovy Enterprise, The Flow Building nebo Butterly Karlín či kancelářská budova Aspira.

## Účel

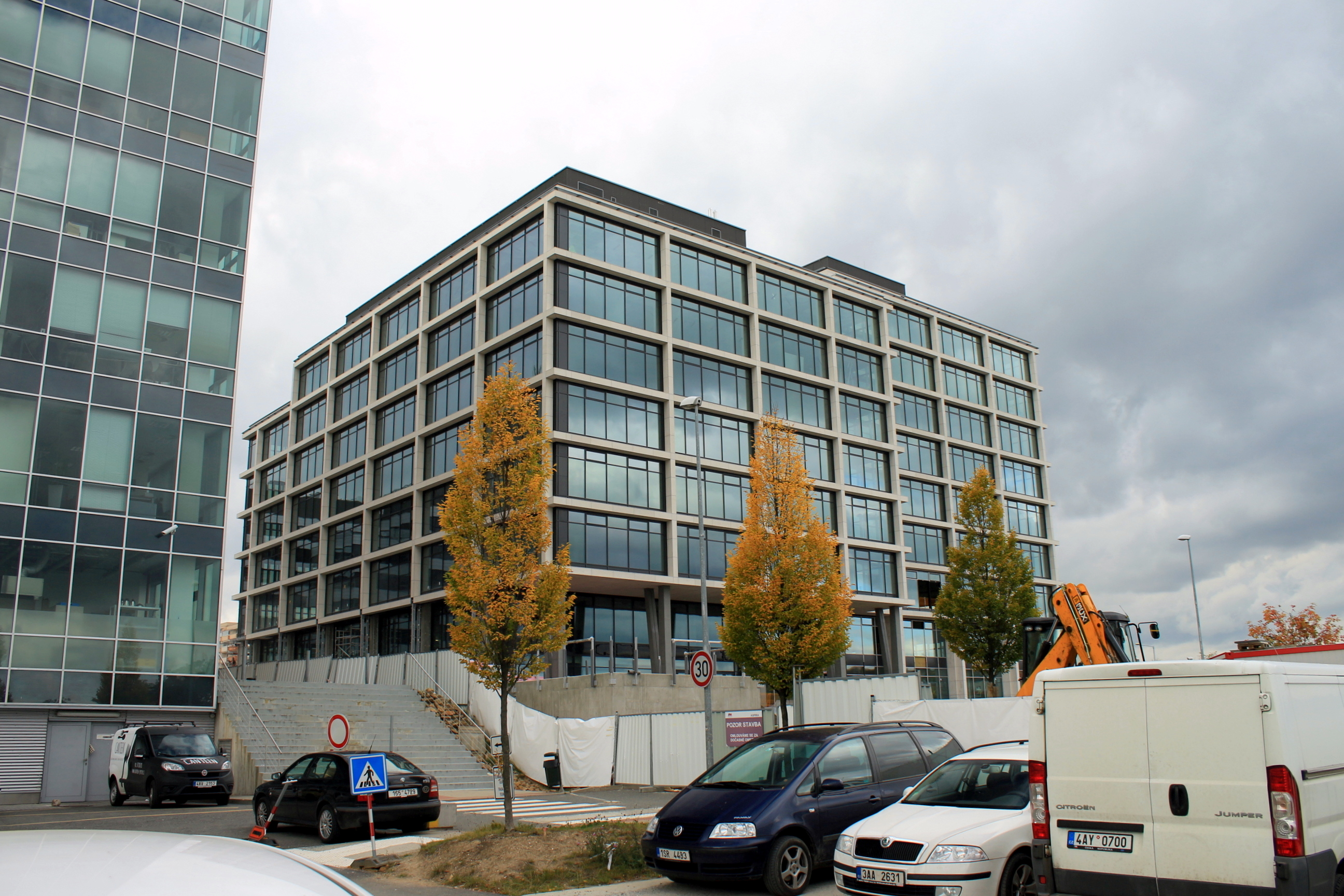
Aspira Business Centre v pražských Nových Butovicích má certifikát BREEAM Excellent

Certifikované hodnocení metodou BREEAM probíhá v různých fázích životního cyklu budovy a je provedeno auditory z organizací s příslušným oprávněním, kteří jsou vyškoleni akreditovanou osobou v rámci UKAS. To umožňuje klientům, developerům (investorům), projektantům a dalším získat:
- trhem uznávané potvrzení nízkého dopadu budovy na životní prostředí
- ujištění, že budova je postavena na základě osvědčených metod v souladu s životním prostředím
- inspiraci pro výjimečná řešení minimalizující dopad na životní prostředí
- dosažení vyšších než standardních návrhových hodnot pro splnění kritérií
- systém pro snížení provozních nákladů a zlepšení pracovních podmínek a životního prostředí budovy
- cesty vedoucí k vylepšení vztahu organizace firmy k životnímu prostředí

## Průběh certifikace
Za BREEAM certifikaci je odpovědný auditor, který posoudí kvalitu budovy na základě souboru přesných a věrohodných důkazů o tom, že budova splňuje předepsané podmínky. Hodnocení tedy závisí na době, kdy se auditor do procesu zapojí (je nutné co nejdříve), na fázi projektu a dostupnosti a formátu informací. BREEAM certifikace probíhá dle následujících etap:
- Prvotní zhodnocení – vedoucí k seznámení s projektem a stanovení cílů
- Projekční fáze – vedoucí k certifikátu Interim BREEAM Certificate
- Stavební a konečná fáze – vedoucí k finálnímu certifikátu Final BREEAM Certificate

## Historie
Standard BREEAM byl poprvé publikován britskou vládní agenturou Building Research Establishment v roce 1990. Od založení roku 1990 bylo vydáno přes půl milion BREEAM certifikátů a přes 2,2 milion projektů je zaregistrováno. V březnu 2016 došlo k aktualizaci stávající metodologie z roku 2013 na novou 2016, podle které se musí řídit veškeré nově zaregistrované budovy po tomto datu (kromě rekonstrukcí a klientských vestaveb).